# حملة التجميد النووي

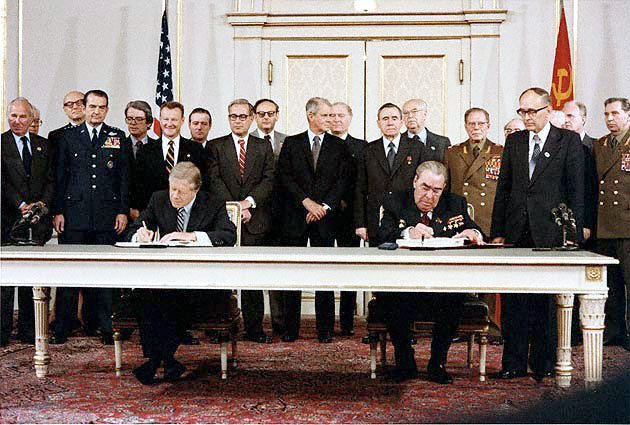
محادثات الحد من الأسلحة الاستراتيجية.

حملة التجميد النووي هي حركة جماهيرية في الولايات المتحدة خلال الثمانينيات لتأمين اتفاق بين الحكومتين الأمريكية والسوفيتية لوقف اختبار وإنتاج ونشر الأسلحة النووية.

## نبذة
نشأت فكرة وقف التسلح النووي في المراحل الأولى من الحرب الباردة. حيث نوقش في رسائل بين الرئيس الأمريكي دوايت أيزنهاور ورئيس الوزراء السوفيتي نيكولاي بولجانين في منتصف الخمسينيات من القرن الماضي، إلى تجميد المواد الانشطارية. بدأت مقترحات السياسة الملموسة في الستينيات، باقتراح رسمي من الولايات المتحدة إلى الاتحاد السوفيتي بتجميد جزئي لعدد المركبات النووية الهجومية والدفاعية. ومع ذلك تم رفض الفكرة من قبل الحكومة السوفيتية، التي كانت تخشى أن يؤدي مثل هذا التجميد إلى ترك الاتحاد السوفيتي في وضع أدنى من المستوى الاستراتيجي. في عام 1970 أصدر مجلس الشيوخ الأمريكي قرارًا غير ملزم يدعو كلتا الدولتين إلى تعليق المزيد من التطوير لأنظمة الأسلحة النووية الاستراتيجية، الهجومية والدفاعية على حد سواء، أثناء المفاوضات بشأن محادثات الحد من الأسلحة الاستراتيجية.

## الفكرة
كانت الفكرة زيادة الدعم للتجميد في الثمانينيات مخاوف عامة متزايدة بشأن اندلاع الحرب النووية. في أواخر السبعينيات بدأت الحرب الباردة تنتعش، مع ظهور صراعات جديدة في إفريقيا وأمريكا الوسطى وأفغانستان. أدى ذلك إلى التخلي عن اتفاقيات الحد من الأسلحة النووية بين الدولتين، مثل محادثات الحد من الأسلحة الاستراتيجية 2، وشرع كل منهما في برامج توسع نووية خطيرة. بدأت الحكومة السوفيتية في استبدال أسلحتها النووية القديمة بصواريخ SS-20 الأكثر دقة ومتوسطة المدى، مما يهدد أوروبا الغربية بشكل مباشر. من جانبها، أعلنت حكومة الولايات المتحدة عن خطط لتعزيز حلف شمال الأطلسي بسلاح إشعاعي (القنبلة النيوترونية)، وبعد ذلك انهار المشروع بفضل الاحتجاج العام، مع جيل جديد من الأسلحة النووية متوسطة المدى: صواريخ كروز ونظام بيرشينج 2 للأسلحة.

## معارضة رونالد ريغان
عارض رونالد ريغان كل اتفاقية للحد من الأسلحة النووية تم التفاوض عليها من قبل أسلافه الديمقراطيين والجمهوريين، شجب معاهدة الحد من الأسلحة الاستراتيجية ووصفها بأنها «عمل تهدئة». في حين استهزأ بالمحاولات السابقة للحد من الأسلحة، ودافع عن تكديس أسلحة نووية أمريكية ضخمة، اقترح مع ذلك بدأ مفاوضات بشأن معاهدة الحد من الأسلحة الاستراتيجية 2، التي وقعها جورج دبليو بوش في عام 1991.

## انظر ايضاً
- محادثات الحد من الأسلحة الاستراتيجية
- الحرب الباردة